# Monchy-Breton
Monchy-Breton és un municipi francès situat al departament del Pas de Calais i a la regió dels Alts de França. L'any 2007 tenia 411 habitants.

## Demografia

### Població
El 2007 la població de fet de Monchy-Breton era de 411 persones. Hi havia 152 famílies de les quals 32 eren unipersonals (8 homes vivint sols i 24 dones vivint soles), 52 parelles sense fills, 60 parelles amb fills i 8 famílies monoparentals amb fills.
La població ha evolucionat segons el següent gràfic:
Habitants censats

### Habitatges
El 2007 hi havia 164 habitatges, 149 eren l'habitatge principal de la família, 8 eren segones residències i 8 estaven desocupats. Tots els 164 habitatges eren cases. Dels 149 habitatges principals, 130 estaven ocupats pels seus propietaris, 15 estaven llogats i ocupats pels llogaters i 4 estaven cedits a títol gratuït; 3 tenien dues cambres, 9 en tenien tres, 31 en tenien quatre i 106 en tenien cinc o més. 119 habitatges disposaven pel capbaix d'una plaça de pàrquing. A 63 habitatges hi havia un automòbil i a 71 n'hi havia dos o més.

### Piràmide de població
La piràmide de població per edats i sexe el 2009 era:
| Homes | Edats   | Dones |
| ----- | ------- | ----- |
| 0     | 95 o +  | 0     |
| 0     | 90 a 94 | 0     |
| 0     | 85 a 89 | 4     |
| 0     | 80 a 84 | 0     |
| 16    | 75 a 79 | 16    |
| 4     | 70 a 74 | 20    |
| 4     | 65 a 69 | 12    |
| 4     | 60 a 64 | 0     |
| 16    | 55 a 59 | 4     |
| 12    | 50 a 54 | 12    |
| 20    | 45 a 49 | 20    |
| 8     | 40 a 44 | 20    |
| 28    | 35 a 39 | 8     |
| 16    | 30 a 34 | 16    |
| 8     | 25 a 29 | 8     |
| 8     | 20 a 24 | 8     |
| 28    | 15 a 19 | 8     |
| 20    | 10 a 14 | 20    |
| 12    | 5 a 9   | 20    |
| 12    | 0 a 4   | 8     |

## Economia
El 2007 la població en edat de treballar era de 263 persones, 196 eren actives i 67 eren inactives. De les 196 persones actives 180 estaven ocupades (104 homes i 76 dones) i 16 estaven aturades (7 homes i 9 dones). De les 67 persones inactives 21 estaven jubilades, 20 estaven estudiant i 26 estaven classificades com a «altres inactius».

### Ingressos
El 2009 a Monchy-Breton hi havia 153 unitats fiscals que integraven 412,5 persones, la mediana anual d'ingressos fiscals per persona era de 16.238 €.

### Activitats econòmiques
Dels 10 establiments que hi havia el 2007, 2 eren d'empreses extractives, 3 d'empreses de construcció, 2 d'empreses de comerç i reparació d'automòbils, 1 d'una empresa d'hostatgeria i restauració, 1 d'una empresa financera i 1 d'una empresa de serveis.
Dels 3 establiments de servei als particulars que hi havia el 2009, 1 era un taller de reparació d'automòbils i de material agrícola, 1 guixaire pintor i 1 lampisteria.
L'any 2000 a Monchy-Breton hi havia 6 explotacions agrícoles que ocupaven un total de 360 hectàrees.

## Equipaments sanitaris i escolars
El 2009 hi havia una escola elemental integrada dins d'un grup escolar amb les comunes properes formant una escola dispersa.

## Poblacions més properes
El següent diagrama mostra les poblacions més properes.